# Murray Fraser Sueter
Murray Fraser Sueter (Alverstoke, 6 settembre 1872 – Watlington, 3 febbraio 1960) è stato un ammiraglio inglese.
Il Contrammiraglio Sir Murray Fraser Sueter era un ufficiale della Royal Navy che fu un pioniere dell'Aviazione di marina ed in seguito divenne un Parlamentare.

## Biografia
Proveniente da un'estrazione navale entrò nella Royal Navy come cadetto sulla HMS Prince of Wales (1860) nel 1886 prima di servire come Aspirante guardiamarina con la HMS Swiftsure (1870). Nel 1894 fu promosso Tenente e nel 1896 fu inviato a HMS Vernon per diventare specialista nella guerra sui siluri. Nel 1899 divenne Torpedo Officer sulla HMS Jupiter (1895). Nel maggio 1902 Sueter venne trasferito al sottomarino HMS Hazard (1894) di Reginald Bacon, dove si distinse aiutando i membri dell'equipaggio feriti del Classe A (sommergibile britannico) dopo un'esplosione a bordo. Il libro di Sueter, The Evolution of the Submarine Boat, Mine and Torpedo (1907), fu il risultato del suo stretto lavoro con i sottomarini durante questo periodo.
Sposò la figlia di Andrew Clarke, Elinor Mary de Winton, nel 1903, un anno prima della sua promozione a Comandante (grado militare) (fu nominato Capitano nel 1909). Elinor Sueter morì il 15 dicembre 1948.
Le abilità tecniche di Murray Sueter lo videro portato nel Naval Ordnance Department dell'Ammiragliato (Regno Unito) e nel 1909 supervisionò la costruzione del Dirigibile Mayfly (His Majesty's Airship No. 1), una nuova via dello sviluppo navale. Come ispettore capitano di dirigibili, supervisionò il fallimento dell'esperimento, ma gli fu comunque dato il comando dell'Air Department della Marina nel 1912. In questo ruolo ha supervisionato la creazione del Royal Naval Air Service.
Sueter continuò le sue innovazioni aeree durante le prime fasi della prima guerra mondiale, tra cui il lancio di siluri dagli aerei e nel 1915 fu promosso commodoro di prima classe e nominato sovrintendente per la costruzione di aerei. Era nel comitato consultivo per l'aeronautica del governo, situato presso il National Physical Laboratory, sotto la presidenza di Richard Glazebrook e di John William Strutt Rayleigh.
Promosse l'uso di Autoblindo per la difesa degli aeroporti in Francia. Dopo lo stallo delle trincee le auto sviluppate furono inviate in Russia ed in Egitto. Il suo interesse per l'autoblindo portò al coinvolgimento nello sviluppo di carri armati.
Nel 1917 si scontrò con l'Ammiragliato e fu inviato come Commodoro a comandare il RNAS in Italia. 
Nella primavera del 1917 furono quindi inviati alla base di Otranto i primi aerei inglesi. All'inizio erano 3 idrovolanti Short Type 184 per il pattugliamento, 4 monoposto Sopwith Baby per pattugliamento e caccia e 6 biposto Sopwith 1½ Strutter. In estate arrivarono anche 4 FBA Type H costruiti dalla Società Idrovolanti Alta Italia (SIAI), ricevuti dal Regno d'Italia e per il siluramento 9 Short Type 320. 
Mentre era in Italia, Sueter inviò una lettera a re Giorgio V del Regno Unito e fu sollevato dal comando. Non ebbe lavoro dal 1918 al 1920, quando si ritirò come Contrammiraglio.
Dopo il suo servizio navale lavorò con il servizio di Posta aerea e pubblicò una serie di libri, in particolare Airmen or Noahs (1928) un'autobiografia e critica delle attuali pratiche navali e The Evolution of the Tank (1937). Fu nominato cavaliere nel 1934.

## Politica
Dopo il suo servizio navale Sueter entrò in politica come membro della Lega Anti-Rifiuti dalla quale fu co-sponsorizzato e dal gruppo parlamentare indipendente per le elezioni di Hertford del 1921 che vinse. Si unì al Partito Conservatore (Regno Unito) nelle cui file si candidò alle Elezioni generali nel Regno Unito del 1923, vincendo le elezioni a Hertford. Ha continuato a tenere il seggio fino al suo ritiro nel 1945. Durante gli anni '30 fu uno dei numerosi membri del Parlamento ad essere attivo nella Comunione anglo-tedesca. Insieme a molti altri membri del gruppo, tra cui un certo numero di parlamentari, accettò l'invito di Joachim von Ribbentrop a partecipare al Raduno di Norimberga del 1936.